# Pallacanestro femminile ai III Giochi panamericani
Il Campionato femminile di pallacanestro ai III Giochi panamericani si è svolto dal 28 agosto al 6 settembre 1959 a Chicago, negli Stati Uniti d'America, durante i III Giochi panamericani. La vittoria finale è andata alla nazionale statunitense.

## Squadre partecipanti
- Brasile
- Canada
- Cile
- Messico
- Stati Uniti

## Girone unico con andata e ritorno
| Squadra     | G | V | P | PF  | PS  | DP   |
| ----------- | - | - | - | --- | --- | ---- |
| Stati Uniti | 8 | 8 | 0 | 502 | 305 | +197 |
| Brasile     | 8 | 6 | 2 | 512 | 393 | +119 |
| Cile        | 8 | 4 | 4 | 390 | 388 | +2   |
| Canada      | 8 | 1 | 7 | 298 | 457 | -159 |
| Messico     | 8 | 1 | 7 | 316 | 475 | -159 |

## Risultati

### Andata
| Chicago 28 agosto 1959, ore 20:00         | Stati Uniti | 45 – 43 (20-19) | Brasile |  |
| \| \| \| \| \| Crawford 11 \| Punti \| \| |             |                 |         |  |
|                                           |             |                 |         |  |
| Crawford 11                               | Punti       |                 |         |  |

| Chicago 28 agosto 1959, ore 21:30 | Brasile | 45 – 43 | Canada |  |

| Chicago 29 agosto 1959 | Brasile | 78 – 40 | Messico |  |

| Chicago 29 agosto 1959 | Cile | 57 – 28 | Canada |  |

| Chicago 30 agosto 1959                    | Stati Uniti | 70 – 36 | Messico |  |
| \| \| \| \| \| Crawford 16 \| Punti \| \| |             |         |         |  |
|                                           |             |         |         |  |
| Crawford 16                               | Punti       |         |         |  |

| Chicago 30 agosto 1959 | Brasile | 58 – 56 | Cile |  |

| Chicago 31 agosto 1959, ore 19:00 | Brasile | 78 – 50 (31-22) | Canada |  |

| Chicago 31 agosto 1959                    | Stati Uniti | 55 – 38 | Cile |  |
| \| \| \| \| \| Crawford 12 \| Punti \| \| |             |         |      |  |
|                                           |             |         |      |  |
| Crawford 12                               | Punti       |         |      |  |

| Chicago 1º settembre 1959              | Stati Uniti | 53 – 39 (26-14) | Canada |  |
| \| \| \| \| \| Horky 21 \| Punti \| \| |             |                 |        |  |
|                                        |             |                 |        |  |
| Horky 21                               | Punti       |                 |        |  |

| Chicago 1º settembre 1959 | Cile | 39 – 34 | Messico |  |

### Ritorno
| Chicago 2 settembre 1959, ore 19:00       | Stati Uniti | 64 – 48 (27-23) | Brasile |  |
| \| \| \| \| \| Crawford 15 \| Punti \| \| |             |                 |         |  |
|                                           |             |                 |         |  |
| Crawford 15                               | Punti       |                 |         |  |

| Chicago 2 settembre 1959, ore 20:30 | Messico | 37 – 35 (16-16) | Canada |  |

| Chicago 3 settembre 1959, ore 19:00 | Cile | 47 – 30 (21-16) | Canada |  |

| Chicago 3 settembre 1959, ore 20:30 | Messico | 81 – 46 (41-24) | Canada |  |

| Chicago 4 settembre 1959, ore 19:00    | Stati Uniti | 64 – 32 | Messico |  |
| \| \| \| \| \| Horky 14 \| Punti \| \| |             |         |         |  |
|                                        |             |         |         |  |
| Horky 14                               | Punti       |         |         |  |

| Chicago 4 settembre 1959, ore 20:30 | Brasile | 69 – 49 | Cile |  |

| Chicago 5 settembre 1959, ore 19:00 | Brasile | 57 – 43 (25-20) | Canada |  |

| Chicago 5 settembre 1959, ore 20:30    | Stati Uniti | 66 – 41 (36-20) | Cile |  |
| \| \| \| \| \| Horky 17 \| Punti \| \| |             |                 |      |  |
|                                        |             |                 |      |  |
| Horky 17                               | Punti       |                 |      |  |

| Chicago 6 settembre 1959, ore 19:00 | Cile | 63 – 48 | Messico |  |

| Chicago 6 settembre 1959, ore 20:30   | Stati Uniti | 85 – 28 | Canada |  |
| \| \| \| \| \| Neal 10 \| Punti \| \| |             |         |        |  |
|                                       |             |         |        |  |
| Neal 10                               | Punti       |         |        |  |

## Classifica finale
| Pos. | Squadra     | Formazione |
| ---- | ----------- | --- |
|      | Stati Uniti | Stati Uniti3 Crawford, 4 Nicholson, 5 Horky, 6 Davidson, 7 Kite, 8 Lowry, 9 Miller, 10 Neal, 11 Stewart, 12 Scoggin, 13 Searles, 14 Washington, 15 Ivey, All. Harley Redin |
|      | Brasile     | BrasileAngelina, Coca, Delcy, Genézia, Heleninha, Maria Helena, Marlene, Marly, Martha, Nadir, Nair, Neuci, Zilá, All. Antenor Horta                                       |
|      | Cile        | CileBoisset, Carreño, Clavería, Cortés, Pauchard, Ramos, Reyes, Silva, Velásquez, Villalobos, Villarreal, All. Juan Arredondo                                              |
| 4.   | Canada      | CanadaCampbell, Currie, Fior, Holt, Jenkin, Lawson, MacDonald, McDermott, Shepherd, Topley, Waddell, All. Jack Adilman, Bob Stayner                                        |
| 5.   | Messico     | MessicoAlmanza, Chiu, García, González, Guzmán, Lozano, Nolasco, Patiño, Ríos, Rodríguez, Vázquez, Zavala, All. Roberto Zaldívar                                           |